# Jannich Petersen
Jannich Petersen (født 13. december 1944) er kommunalbestyrelsesmedlem i Gribskov Kommune og har været borgmester og viceborgmester i kommunen, valgt for Venstre.
Han er medlem af kommunens Klima, Teknik og Miljø udvalg og Udvalg for Erhverv og Oplevelsesøkonomi.
Petersen er uddannet revisor. Han blev valgt til kommunalbestyrelsen i Græsted-Gilleleje Kommune i 1982 og var fra 1990 til 2007 kommunens borgmester. Ved det første kommunalvalg til Gribskov Kommune i 2005 fik Venstre absolut flertal, og Jannich Petersen blev topscorer med over 5.000 personlige stemmer.
Jannich fortsatte som borgmester i sammenlægningskommunen.